# Elaphe sauromates
Elaphe sauromates là một loài rắn trong họ Rắn nước. Loài này được Pallas mô tả khoa học đầu tiên năm 1811.

## Hình ảnh

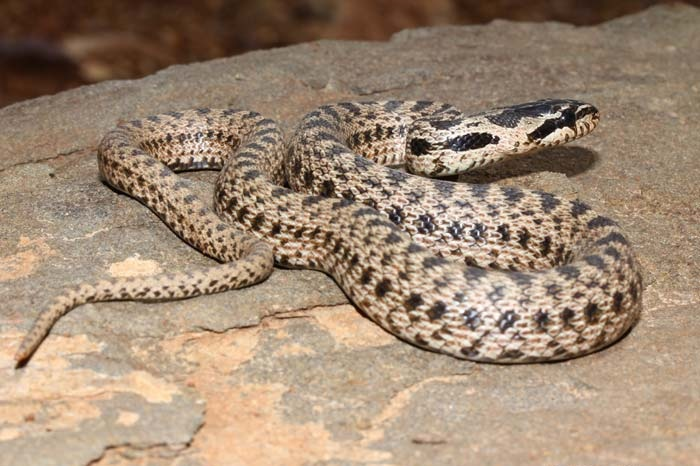